# Ondřej Sosenka
Ondřej Sosenka (ur. 9 grudnia 1975 w Pradze) – czeski kolarz zawodowy od 2000 r. W latach 2001 i 2004 wygrał wyścig Tour de Pologne.
19 lipca 2005 r. pobił w Moskwie rekord świata w jeździe godzinnej, uzyskując na torze Kryłatskoje 49,700 km. Poprzedni należał do Brytyjczyka Chrisa Boardmana i wynosił 49,441 km.

## Kluby
- 1993 – Dukla Praga (Czechy)
- 1994 – Tico Praga (Czechy)
- 1995-1996 – VC Lugano (Szwajcaria)
- 1997 – Mobili-Lissone-Mapei (Włochy)
- 1998 – For3 Bergamo (Włochy) i Riso Scotti-Maglificio (Włochy)
- 1999 – Brunero Bongiovanni Mapei (Włochy)
- 2000 – PSK-Unit Expert (Czechy)
- 2001 – CCC – Mat (Polska)
- 2002-2003 – CCC – Polsat (Polska)
- 2004-2006 Acqua&Sapone/Caffé Mokambo (Włochy)
- 2007 Intel – Action / Action – Uniqa (Polska)

## Sukcesy
- 2000 – 1. miejsce w Bohemia Tour, mistrzostwo Czech w jeździe na czas;
- 2001 – 1. miejsce w Bohemia Tour, 1. miejsce w Tour de Pologne, mistrzostwo Czech w jeździe na czas, 1. miejsce w Wyścigu Solidarności i Olimpijczyków;
- 2002 – 1. miejsce w Wyścigu Pokoju, mistrzostwo Czech w jeździe na czas;
- 2003 – 1. miejsce w Okolo Slovenska, 2. miejsce w Wyścigu Pokoju, 9. miejsce w Tour de Suisse;
- 2004 – 1. miejsce w Tour de Pologne.

## Doping
W swojej długoletniej karierze Sosenka nie ustrzegł się wpadek dopingowych.
- W 1999 został pozbawiony tytułu mistrza Czech w wyścigu torowym na 4 km i zawieszony na trzy miesiące po tym, jak kontrola wykazała u niego wysokie stężenie efedryny.
- W 2001 nie został dopuszczony do startu w Wyścigu Pokoju z powodu podwyższonego hematokrytu.
- W czerwcu 2008 po Mistrzostwach Czech w jeździe indywidualnej na czas w próbce pobranej od kolarza wykryto zabronioną substancję – metamfetaminę.